# Albrunhorn
Albrunhorn – szczyt górski należący do Alp Lepontyńskich, położony na granicy Szwajcarii i Włoch.